# سیارک ۱۸۶۶۹
سیارک ۱۸۶۶۹ (به انگلیسی: 18669 Lalitpatel، نامگذاری:1998FP63) هجده هزار و ششصد و شصت و نهمین سیارک کشف شده‌است که در ۲۰ مارس ۱۹۹۸ کشف شد.
قدر مطلق سیارک برابر ۱۵.۵ است.